# Frida Winkler
Frida Winkler, de soltera Frida Klaehn (21 de mayo de 1909-13 de marzo de 1988), fue una obrera de fábrica y miembro de la resistencia alemana al nazismo.

## Biografía
A la edad de quince años Frida Klaehn empezó a trabajar en una fábrica de sombreros en Luckenwalde. En 1928 se casó con Hans Winkler. Su hijo Horst nació en 1929 y su hija Ruth en 1931.
Igual que su marido, Frida Winkler se opuso al nazismo. En 1943 los Winkler trataron de impedir la deportación de su amigo Günther Samuel y su familia a un campo de concentración, pero fracasaron. Después, a partir de agosto de 1943, escondieron a Eugen Herman-Friede, un joven judío, en su apartamiento, quien logró sobrevivir la Segunda Guerra Mundial.
En septiembre de 1943 Hans Winkler se encontró con Werner Scharff y fundaron un grupo de resistencia llamado «Comunidad para la Paz y la Construcción» («Gemeinschaft für Frieden und Aufbau») que ayudó a judíos a sobrevivir en la clandestinidad y que redactó volantes contra el régimen nazi. Frida Winkler tomó parte en todas las actividades de su marido para la resistencia.
El 14 de octubre de 1944 Hans Winkler fue detenido. Ya que ahora faltó el sueldo de Hans, Frida Winkler requirió ayuda de su familia. Finalmente Hans Winkler fue liberado por tropas aliadas.

## Premios y reconocimientos
- Justa entre las Naciones[3]